# Anfiteatro del Río Uruguay
El Anfiteatro del Río Uruguay es un teatro de verano público destinado a espectáculos sociales y culturales. Se encuentra en la ciudad de Paysandú, en el litoral del Uruguay.

## Historia
El Anfiteatro del Río Uruguay fue inaugurado el 22 de marzo de 1997, bajo el mandato del Dr. Jorge Larrañaga como intendente de Paysandú  en el período 1990-2000. Ideado para impulsar la Semana de la Cerveza y efectuar espectáculos de alto nivel en la región.

## Ubicación
Está situado sobre la Av. de Los Iracundos, y Éxodo (ex número 4), a metros del Río Uruguay.

## Características
Inspirado y siguiendo las líneas de los antiguos teatros griegos, fue proyectado y dirigido por el Ingeniero José Zorrilla entre 1996 y 1997, y construido 100% por técnicos y obreros de la Intendencia de Paysandú.
Está asentado en una colina artificial, construida rodeando el escenario y de cara al Río que nos da el nombre a los uruguayos, como un abrazo de la ciudad al Río Uruguay.
La vista espectacular y siempre cambiante del río es el telón de fondo de los espectáculos, y es de los mejores atardeceres del Litoral.
Tiene capacidad para 20.000 personas sentadas. Se trata de una obra única en América del Sur, por sus características arquitectónicas que le proporcionan una perfecta acústica. 
A su vez posee una excelente visibilidad desde cualquier sector. El espectador es el protagonista del proyecto, que es el primero de Uruguay que se desarrolló en Autocad desde los primeros trazos hasta los planos finales, cumpliendo las normas internacionales más exigentes, y pensado para continuar actualizándose en el tiempo para adaptarse a las exigencias de las tecnologías futuras.
El escenario se enmarca en una cubierta tipo bóveda cáscara invertida, postesada de hormigòn, que es un saludo al Maestro Eladio Dieste y su Teorìa General de las càscaras autoportantes.
Durante la Semana de Turismo se desarrolla en la ciudad la Semana de la Cerveza. Durante esa semana se realizan en toda la ciudad actividades deportivas, culturales y comerciales, pero el principal atractivo se encuentra en el predio ferial y en el escenario del Anfiteatro del Río Uruguay dónde han transitado numerosos artistas nacionales e internacionales. 
Se utiliza además cada febrero para el concurso de Carnaval sanducero y los certámenes de elección de reinas de belleza para las fiestas de la cerveza y de la prensa que se realiza en enero de cada año.
El escenario fue llamado "Jorge Gavary", en honor a un empleado de la fábrica Norteña que impulsó el comienzo de la celebración; este cuenta con un techo volado con recubrimiento acústico para mejorar el sonido, y además permite la instalación y movilización de los equipos de audio e iluminación.